# 大理石骨病
大理石骨病（だいりせきこつびょう、英語: osteopetrosis）は、全身の骨に硬化性変化をきたす症候群である。

## 概要
破骨細胞の機能不全により骨吸収が障害されるため、骨の硬化を生じる。
骨は硬いが脆く、骨折をきたしやすい。

## 原因
破骨細胞の機能に関与し、本症の原因となる複数の遺伝子異常が知られている。

## 分類
乳児型と成人型に大別される。
乳児型は重症型とも呼ばれ、常染色体潜性遺伝で、出生直後より骨髄機能不全による貧血・易感染性、成長障害、肝脾腫、骨折を呈する。
成人型（軽症型）は常染色体顕性遺伝で、骨折により偶然見つかる場合が多い。

## 治療
根治的治療法はなく、対症療法が主体である。

## 歴史
1904年、Albers-Schönbergが初めて報告した。